# البيضاء (إسبانيا)
ألبيلدا دي إيريخا أو كما كان العرب يسمونها البيضاء أو البلدة هي قرية في مقاطعة ريوخة ذات الحكم الذاتي في إسبانيا، وهي تشغل مساحة 23.03 كم2 ووفقًا لتعداد عام 2011 يبلغ عدد سكانها 3,339 نسمة.

## معرض الصور

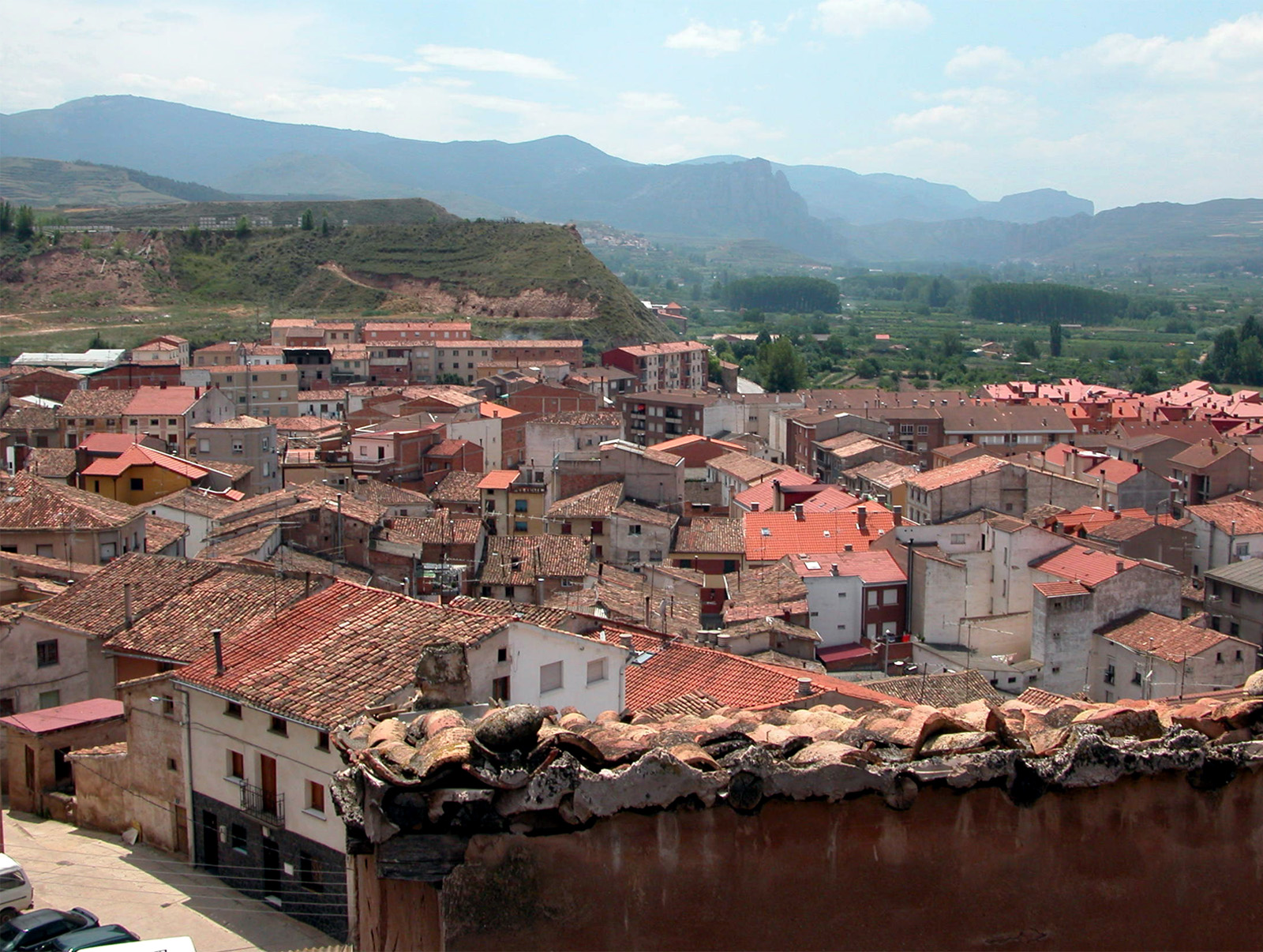
منظر عام للمنطقة
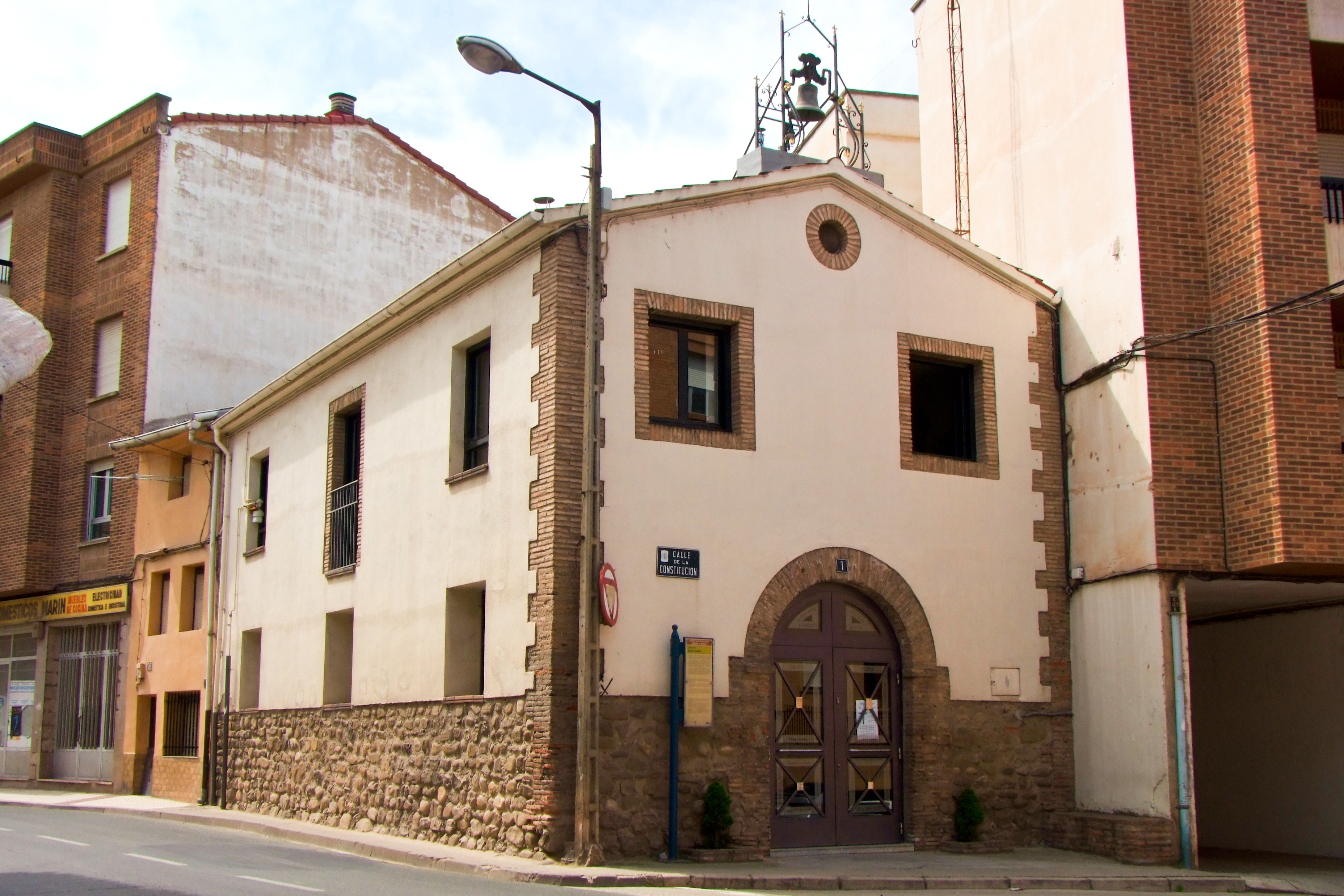
صومعة القديسة إيزابيل
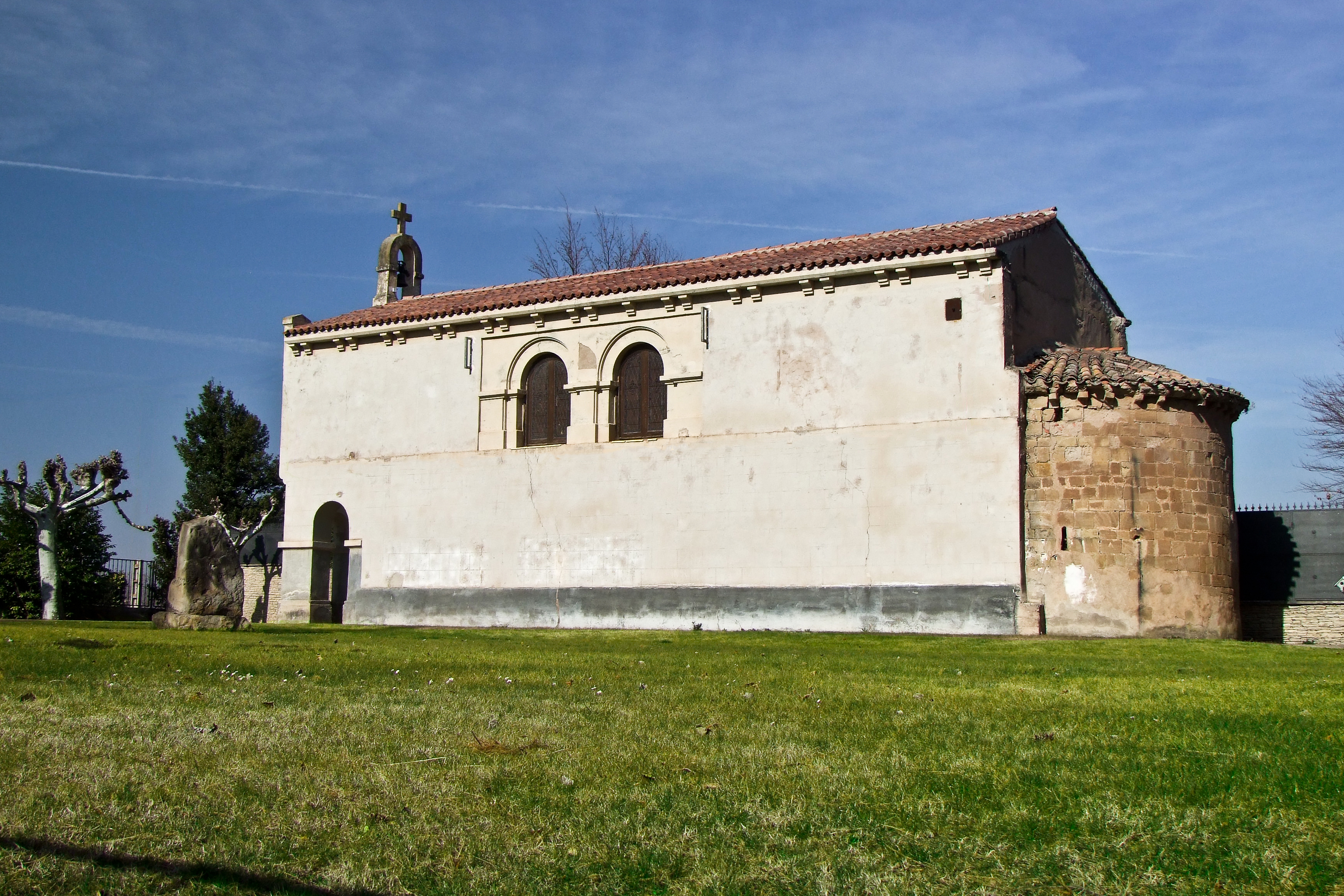
صومعة أخرى في القرية
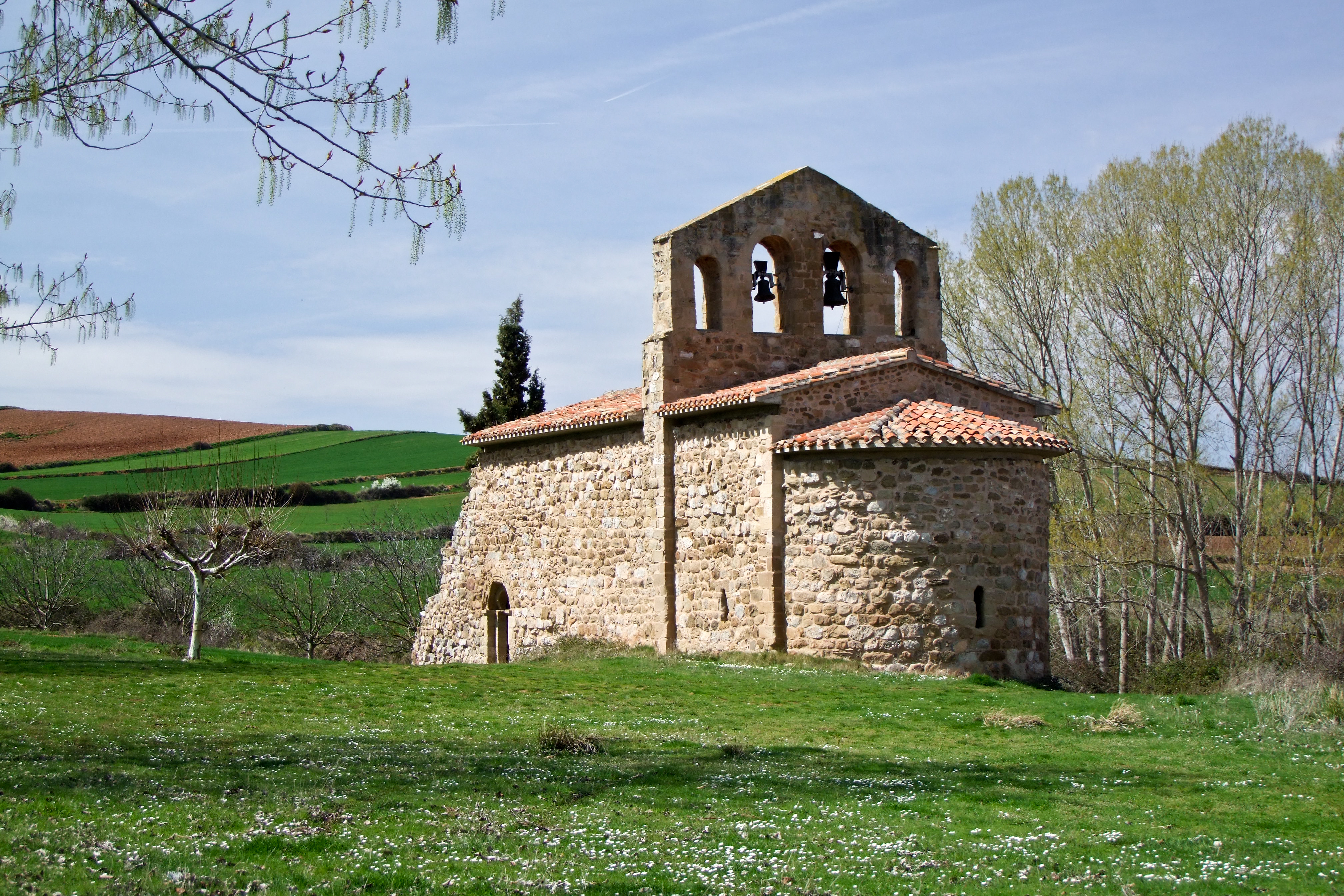
صومعة القديس فيّ

## أعلام
- خافيير كامارا
- كارلوس كولوما نيكولاس